# يونوت رادا
يونوت رادا (بالرومانية: Ionuț Rada)‏ هو لاعب كرة قدم روماني في مركز الدفاع، ولد في 6 يوليو 1982 في كرايوفا في رومانيا. شارك مع منتخب رومانيا تحت 21 سنة لكرة القدم ومنتخب رومانيا لكرة القدم. أما مع النوادي، فقد لعب مع رابيد بوخارست وسي إف آر كلوج ونادي النصر ونادي باري ونادي ستيوا بوخارست ونادي كارلسروه ويونيفرسيتاتيا كرايوفا.

## وصلات خارجية
- يونوت رادا على موقع الاتحاد الأوربي (الإنجليزية)
- يونوت رادا على موقع قاعدة بيانات كرة القدم.إي يو (الإنجليزية)
- يونوت رادا على موقع ناشيونال فوتبول تيمز (الإنجليزية)
- يونوت رادا على موقع Soccerway.com (الإنجليزية)
- يونوت رادا على موقع عالم كرة القدم.نت (الإنجليزية)
- يونوت رادا على موقع AS.com (الإسبانية)